# (92685) Cordellorenz
(92685) Cordellorenz (2000 QD71) – planetoida z grupy pasa głównego asteroid okrążająca Słońce w ciągu 3,59 lat w średniej odległości 2,35 j.a. Odkryta 31 sierpnia 2000 roku.